# María Salguero Bañuelos
María Salguero Bañuelos (Città del Messico, 7 settembre 1978) è una geofisica e attivista messicana specializzata in scienza dei dati.
È nota soprattutto per le sue ricerche sui femminicidi e sulla violenza armata contro le donne..
Ha ricevuto la Medaglia Hermila Galindo assegnata dal Congresso di Città del Messico per il suo contributo alla ricerca scientifica a favore delle donne.

## Biografia
Ha studiato geofisica presso la Escuela Superior de Ingeniería y Arquitectura del Instituto Politécnico Nacional.
Nel 2013 ha creato il primo documento emerografico noto come mappa dei desaparecidos, un progetto collaborativo con altre ricercatrici e attiviste messicane.
Ha lavorato come attivista su temi legati ai diritti umani, in particolare con i familiari di vittime di sparizione forzata, l'incendio della Guardería ABC e femminicidi.

### La mappa dei femminicidi in Messico
Nel 2016 ha iniziato il progetto Mappa dei femminicidi in Messico, realizzato come lavoro volontario per raccogliere dati sui casi di femminicidio nel paese attraverso un registro cartografico. Il progetto si basa su bollettini ufficiali delle procure locali e su casi riportati dai media nella sezione di cronaca nera.
La mappa dei femminicidi in Messico utilizza vari criteri per compilare una base di dati: nome, modalità degli omicidi, età, stato e la relazione tra la vittima e l'assassino. Le cifre ottenute attraverso questo lavoro di ricerca e compilazione differiscono notevolmente da quelle ufficiali fornite dal Sistema Nazionale di Sicurezza Pubblica, che riportava 315 casi di femminicidio nel 2018 (fino a maggio di quell'anno), mentre Salguero Bañuelos ne aveva registrati 1.167 nello stesso periodo. Questa discrepanza si deve alla mancanza di omogeneità nei criteri per identificare il femminicidio, che a volte viene classificato come omicidio intenzionale.. Questa attività le valse diversi riconoscimenti internazionali
Nel 2018 si è unita alla Comisión Nacional de Búsqueda de Personas Desaparecidas (CNB) della segreteria del governo messicano  (SEGOB)., dimettendosi però poco dopo.
Nella realizzazione della mappa María Salguero ha collaborato con le studiose Sonia Madrigal, autrice di La muerte sale por el oriente, che si concentra sullo stesso lavoro nello Stato del Messico e Ivonne Ramírez, autrice di Ellas Tienen Nombre lavora a Ciudad Juárez e Helena Suárez Val, che gestisce il Progetto Feminicidio Uruguay.
Nel marzo 2021, l'Istituto Belisario Domínguez del Senato del Messico ha pubblicato nella sua rivista "Publicidad y Consenso", edizione numero 47, un articolo scritto da María Salguero intitolato "Femminicidio durante il confinamento".
Nel novembre 2020, si è unita alla FJGE di Sonora per implementare l'unità di analisi e contesto dei casi di violenza ad alto rischio.

## Riconoscimenti
Il 18 maggio 2023, il Congresso della Città del Messico le ha conferito la medaglia Hermila Galindo per il suo contributo alla ricerca scientifica a favore delle donne.
È stata inclusa nella Lista delle donne leader del giornale El Universal nel 2020 ed è stata riconosciuta nel 2019 e 2020 dalla rivista Forbes come una delle 100 donne più potenti del Messico.
La mappa realizzata da Salguero è stata riconosciuta dall'Ente delle Nazioni Unite per l'uguaglianza di genere e l'empowerment femminile ed è diventata uno strumento giornalistico e di ricerca per confrontare i dati forniti dallo Stato.